# Voskresînți, Rohatîn
Voskresînți (în ucraineană Воскресинці) este o comună în raionul Rohatîn, regiunea Ivano-Frankivsk, Ucraina, formată numai din satul de reședință.

## Demografie
Componența lingvistică a comunei Voskresînți
     Ucraineană (99,71%)
     Alte limbi (0,29%)
Conform recensământului din 2001, majoritatea populației comunei Voskresînți era vorbitoare de ucraineană (99,71%), existând în minoritate și vorbitori de alte limbi.